# Barbara McClintocková
Barbara McClintock (16. června 1902, Hartford, Connecticut – 2. září 1992, Huntington, New York) byla americká bioložka, která se věnovala buněčné genetice (cytogenetice) a v roce 1983 byla za své objevy oceněna Nobelovou cenou za fyziologii a lékařství.

## Život a dílo
Narodila se jako třetí ze čtyř dětí lékaře a několik let žila u svého strýce v Brooklynu (New York), kam se celá rodina přestěhovala v roce 1908. Tam Barbara roku 1919 maturovala a pak studovala botaniku na Cornellově univerzitě. Promovala roku 1925 a v roce 1927 obhájila doktorát z botaniky, i když se už řadu let ve skutečnosti zabývala genetikou. Pracovala na zemědělské fakultě univerzity ve skupině, která se zabývala šlechtěním kukuřice. S použitím barvení rostlinných chromozomů — útvarů, ve kterých se nachází DNA — pomocí acetokarmínu jako první charakterizovala chromozomy kukuřice. Díky tomu mohla tyto chromozomy pozorovat a studovat pod mikroskopem a spojovat je se skupinami vlastností, které se společně dědí (genová vazba). Roku 1930 jako první pomocí cytologických metod pozorovala crossing-over, dříve pouze teoreticky popsaný proces během buněčného dělení (meióza), při němž si dva homologní chromozomy vyměňují část své DNA.

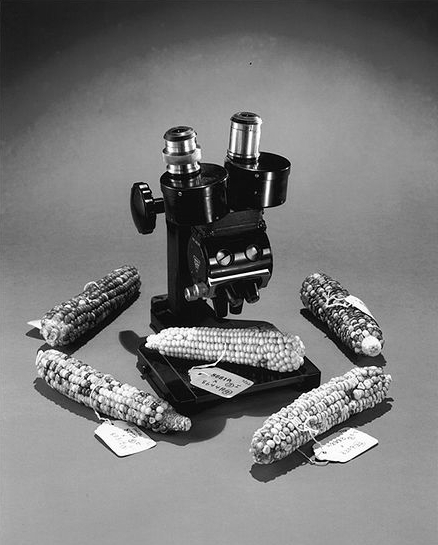
Mikroskop Barbary McClintock s klasy kukuřice v National Museum of Natural History ve Washingtonu D. C.

Díky těmto úspěchům získávala grantové podpory a mohla ve svém výzkumu pokračovat na různých univerzitách v USA i v Německu. Od roku 1932 začala používat rentgenové záření, které zvyšuje pravděpodobnost mutací, a objevila tak řadu dalších zajímavých detailů buněčného dělení a rekombinace. Pozorovala například mechanismus rozpadu chromozomů poté, co přijdou o telomery chránící jejich konce (tzv. Breakage-fusion-bridge cycle), který byl později pozorován v případě řady chromozomových translokací (přestaveb chromozomu) vedoucích k rakovině. Roku 1941 získala stálé místo v Cold Spring Harbor Laboratory na Long Island ve státě New York. Další významný objev z této doby je především identifikace organizátoru jadérka, což je oblast chromozomu, v jehož blízkosti se formuje jadérko.
Roku 1944 začala studovat mozaikové zbarvení kukuřičných zrn a jeho nepravidelné dědění. Na některých místech chromozomu nalezla dvě oblasti, které nazvala disociátor (Ds) a aktivátor (Ac). Byly to první objevené transpozony — aktivátor je kompletní transpozon, disociátor je jeho zkrácená (poškozená) verze závislá na Ac. Už v roce 1948 zjistila, že se mohou po chromozomu posouvat a tím vlastně způsobovat mutace. Posuny těchto transpozonů jsou tak schopné blokovat či aktivovat určité geny a tím způsobit proměnlivé zbarvení kukuřičných zrn. V 50. letech studovala McClintock různé odrůdy kukuřice v Jižní Americe a vytvořila jejich genetické mapy.
Tyto objevy, které ukázaly složité mechanismy genetické regulace, byly tak nečekané a překvapivé, že je většina současníků odmítala. Odpor byl tak silný, že od roku 1953 dokonce přestala McClintock publikovat na toto téma. Teprve když roku 1961 francouzští genetici François Jacob a Jacques Monod popsali funkci lac operonu, mohla se myšlenka dynamického řízení genomu obecně prosadit.

## Význam a ocenění
Kromě řady významných jednotlivých objevů obrátila McClintock pozornost k tzv. epigenetickým jevům, to jest k procesům, které mohou měnit expresi genu a tím případně i fenotyp organismu, aniž by došlo k (nevratné) mutaci. Byla tak průkopnicí nového pohledu na předávání a působení genetické informace. Už v roce 1944 byla zvolena do Národní akademie věd Spojených států amerických, po válce získala několik vědeckých cen, roku 1970 National Award for Science, roku 1981 Wolfovu cenu za medicínu a roku 1983 konečně i Nobelovu cenu za fyziologii a lékařství.